# Homoliogenys tarsalis
Homoliogenys tarsalis är en skalbaggsart som beskrevs av Moser 1921. Homoliogenys tarsalis ingår i släktet Homoliogenys och familjen Melolonthidae. Inga underarter finns listade i Catalogue of Life.